# Émilie Bigottiniová
Émilie Bigottiniová (16. dubna 1784 – 28. dubna 1858) byla francouzskou tanečnicí s italskými předky.
Dcera Francesca Bigottiniho, známého harlekýna v Pařížské Comédie-Italienne de Paris, vstoupila do Opéra national de Paris v 17 letech a vedla tuto společnost až do svého odchodu do důchodu v roce 1823. Napoleon Bonaparte byl jedním z jejích vznešených obdivovatelů a navzdory jejím četným stykům unikly pověsti o nemorálnosti, které postihly většinu jejích současníků v tanečním světě. Byla považována za příklad dobrého uměleckého vkusu, štíhlá, přesná a vynikající jako mim.